# Harlösa kyrka
Harlösa kyrka är en kyrkobyggnad i Harlösa. Den är församlingskyrka i Eslövs församling i Lunds stift.

## Kyrkobyggnaden
Kyrkan byggdes av sandsten och gråsten på 1100-talet. Därefter har den byggts om flera gånger. I norr byggdes en korsarm 1740, kyrktornet byggdes 1831 och sakristian i söder byggdes 1880.

## Inventarier
- Dopfunten av sandsten är samtida med kyrkan och tillskrivs Mårten stenmästare.
- Altaruppsatsen är från 1500-talet. Altartavlan har bytts ut ett antal gånger.
- Predikstolen är utförd av träsnidaren Kremberg. Den sattes upp 1641 och förgylldes 1658.

### Orgel
- 1809 byggde Carl Grönvall, Hyby en orgel med 8 stämmor.
- 1928 byggde Olof Hammarberg, Göteborg en orgel med 12 stämmor.
- Den nuvarande orgeln byggdes 1961 av A. Mårtenssons Orgelfabrik AB, Lund och är en mekanisk orgel.

| Huvudverk I   | Svällverk II      | Pedal        | Koppel |
| Gedackt 8'    | Spetsgamba 8´     | Subbas 16´   | I/P    |
| Principal 4'  | Rörflöjt 4'       | Borduna 8´   | II/P   |
| Kvintadena 4' | Blockflöjt 2'     | Nachthorn 4' | II/I   |
| Oktava 2'     | Larigot 1 1/3'    |              |        |
| Mixtur 3 chor | Sifflöjt 1'       |              |        |
|               | Crescendosvällare |              |        |